# Couin British Cemetery
Couin British Cemetery is een Britse militaire begraafplaats met gesneuvelden uit de Eerste Wereldoorlog en gelegen in het Franse dorp Couin (departement Pas-de-Calais). De begraafplaats werd ontworpen door Reginald Blomfield en wordt onderhouden door de Commonwealth War Graves Commission. Ze ligt aan de Rue de Souastre op ruim 500 m ten noorden van het dorpscentrum (Église Saint-Pierre). Het terrein heeft een trapeziumvormig grondplan en wordt aan twee zijden afgebakend door een bakstenen muur en aan de andere zijden door een haag. Het Cross of Sacrifice staat in de noordoostelijke hoek. Achter een metalen hekje leiden twee tegenover elkaar liggende opwaartse trappen met een viertal treden naar het deel met de graven. 
In tien evenwijdige rijen liggen 404 graven.

## Geschiedenis
Het kasteel van Couin werd door de Britten van 1915 tot 1918 als divisiehoofdkwartier gebruikt. De begraafplaats werd begin mei 1916 door de veldhospitalen van de 48th (South Midland) Division aangelegd en werd gedurende de Slag aan de Somme door hen en gevechtseenheden gebruikt. Eind januari 1917 werd de begraafplaats gesloten omdat verdere uitbreiding niet mogelijk was. Aan de overkant van de straat werd dan een nieuwe begraafplaats aangelegd met de naam Couin New British Cemetery. 
Er liggen nu 397 Britten, 2 Zuid-Afrikanen, 1 Canadees, 1 Indiër en 3 Duitsers.

## Graven

### Onderscheiden militairen
- Walter Long, brigade-generaal bij de General Staff werd onderscheiden met de Order of Saint Michael and Saint George en de Distinguished Service Order (CMG, DSO). Hij werd ook vereerd met het lidmaatschap van de Orde van Sint-Stanislas (Rusland)
- Walter Robert Stewart, luitenant-kolonel bij de Rifle Brigade werd onderscheiden met de Distinguished Service Order en het Military Cross (DSO, MC).
- William James Nesbit Glasgow, kapitein bij de Royal Engineers en Eric Walter Roper, luitenant bij de Royal Fusiliers werden onderscheiden met het Military Cross (MC).
- Robert McDowall, korporaal bij de Royal Marine Light Infantry werd onderscheiden met de Distinguished Service Medal (DSM).
- onderluitenant Charles Edward Roberts, compagnie sergeant-majoor Richard McFadden, de sergeanten Owen Owen en F.E. Hermann, korporaal F.R. Carter en geleider J. Cowgill werden onderscheiden met de Military Medal (MM).

### Minderjarige militairen
- Edward Walker, kanonnier bij de Royal Garrison Artillery en George Jewson Large, soldaat bij het Royal Sussex Regiment waren slechts 16 jaar toen ze sneuvelden.
- William Gardner Stephenson, kanonnier bij de Royal Field Artillery; William Debney, soldaat bij het Worcestershire Regiment en George William Marston, soldaat bij het London Regiment (Royal Fusiliers) waren 17 jaar toen ze sneuvelden.